# 霍克斯頓
霍克斯頓（Hoxton）是倫敦東區的一個地區，位於倫敦市以北。自20世紀末期開始，霍克斯頓已是一個藝術和娛樂區，擁有眾多酒吧、餐廳和畫廊等娛樂設施。